# Azul Columbia

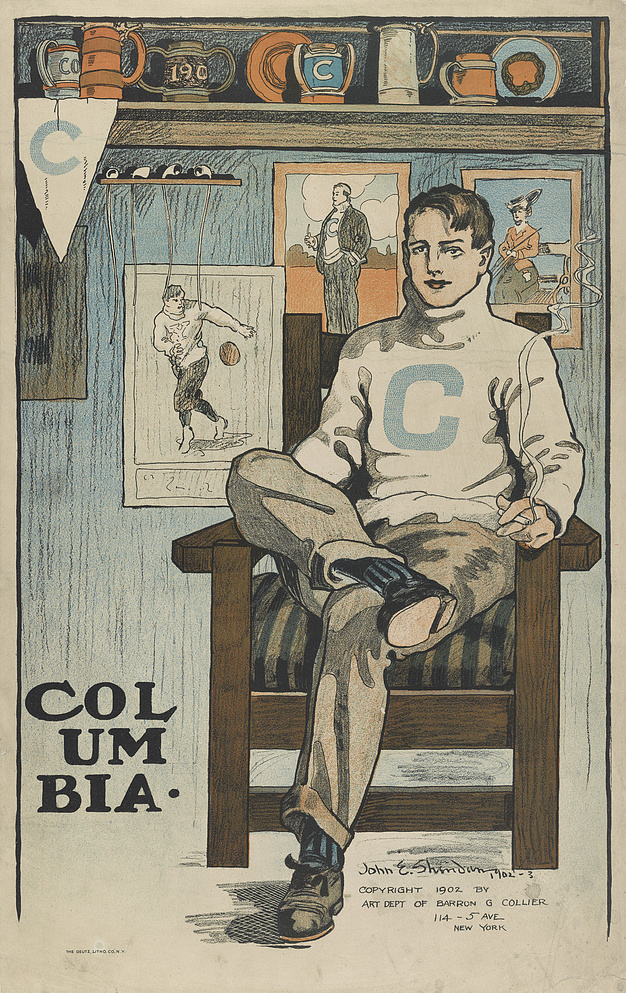
Alumno de la Universidad de Columbia luciendo los colores institucionales. Afiche de John E. Sheridan (1902).

Se denomina azul Columbia (del inglés Columbia blue ) a una variedad de azul celeste algo desaturada, generalmente inespecífica, originada como uno de los colores institucionales de la Universidad de Columbia, en Estados Unidos. Actualmente la universidad lo define como PMS 290 en el sistema cromático internacional Pantone.
Este color está comprendido en los acervos iconolingüísticos de los países angloparlantes.

## Historia y usos
Los colores oficiales de la Universidad de Columbia se remontan a 1852, y son el azul Columbia y el blanco. Estos colores eran utilizados originariamente por dos sociedades literarias de alumnos de Columbia, pero hacia el final del siglo XIX comenzaron a usarse para representar a la universidad en certámenes deportivos.
En 1949, algunos alumnos comentaron en una publicación universitaria que el azul Columbia no estaba definido, ya que la institución utilizaba toda clase de variantes. En 1999, Sandy Kaufman, de la Oficina de Publicaciones Universitarias (Office of University Publications) planteó de nuevo la necesidad de definir el azul Columbia y se decidió publicar una guía de identidad visual en 2009, que se actualizó en 2011. En 2013 añadieron valores de colores web:
- Pantone 290, #C4D8E2
- Pantone 291, #A8CEE2
- Pantone 284, #75AADB
- Pantone 280, #002B7F
- Pantone 286, #0038A8

Para mayor confusión, los equipos deportivos oficiales, Columbia Lions, utilizan desde 1999 una tonalidad más oscura de azul, PMS 292 del sistema Pantone, mientras que los equipos deportivos de los clubes de estudiantes (Club Sports Program) utilizan dos azules (azul Columbia claro, PMS 291, y azul Columbia oscuro, PMS 2955).
Bajo estas líneas se dan tres muestras de azul Columbia: a la izquierda, la citada por Robert Ridgway en 1912; en el centro, la utilizada por los equipos deportivos oficiales desde 1999; y a la derecha, la indicada por el manual de identidad visual de la universidad a partir de 2013. 
|            | Columbia blue      | Columbia blue      | Columbia blue      |
| HTML       | #70A3CC            | #78BBE4            | #C4D8E2            |
| CMYK       | —                  | (59, 11, 0, 0)     | (23, 0, 1, 0)      |
| RGB        | (112, 163, 204)    | (120, 187, 228)    | (209, 235, 247)    |
| HSV        | (207°, 45 %, 80 %) | (203°, 47 %, 89 %) | (199°, 15 %, 97 %) |
| Referencia | [ 7 ]              | [ 2 ]              | [ 2 ]              |

## Usos
Actualmente, debido tal vez a que la Universidad de Columbia es una de las más antiguas de Estados Unidos y goza de prestigio, el azul Columbia es usado también por otras universidades, sociedades de alumnos universitarios, colegios secundarios y equipos deportivos de ese país, y ha trascendido los ámbitos de la educación y de los deportes para incorporarse a la cultura popular, donde tiene aplicación principalmente en los campos de la moda y la indumentaria. A pesar de que la Universidad de Columbia ha normalizado su azul y es ahora específico, en el uso popular es inespecífico.